# Dalboda
Dalboda är en by två kilometer norr om Läby vid länsväg C-600 (gamla E4:an) i Uppsala kommun, Uppsala län.
Dalboda ligger till största delen i Viksta socken med undantag för den gamla gården sydväst om "gamla E4" (Dalboda 3:1 samt 3:2) som tillhör Björklinge socken. Gården ligger som en enklav helt omsluten av Viksta socken.
Byn består av enfamiljshus samt bondgårdar. Det finns sex bostadshus i byn.
Konstnären Bror Hjorth var bosatt i Dalboda under sin barndom. Hans föräldrar skötte bland annat postgången på orten. Före 1971 var Dalboda en egen postadress, 74031 DALBODA med det sista postkontoret i Läby (söder om nuvarande "Läby motor"). Tidigare var postkontoret dock inrymt i Dalboda.
År 1909 bildades idrottsklubben IK Rex i Dalboda.